# دوغ ريد (لاعب كرة قدم كندية)
دوغ ريد هو لاعب كرة قدم كندية كندي، ولد في 3 سبتمبر 1924 في فانكوفر في كندا، وتوفي في 17 مارس 2007.

## وصلات خارجية
- دوغ ريد على موقع JustSportsStats.com (الإنجليزية)